# Epityches munda
Epityches munda är en fjärilsart som beskrevs av Hermann Burmeister 1878. Epityches munda ingår i släktet Epityches och familjen praktfjärilar. Inga underarter finns listade i Catalogue of Life.